# 徐元森
徐元森（1926年5月22日—2013年3月27日），中国工程院院士，微电子及冶金领域专家，浙江省江山县市人。

## 生平
1950年7月毕业于浙江大学化学工程系。
2013年3月27日，于上海逝世。